# Татьяновка (Ішимбайський район)
Татья́новка (рос. Татьяновка, башк. Татьяновка) — село у складі Ішимбайського району Башкортостану, Росія. Входить до складу Іткуловської сільської ради.
Населення — 15 осіб (2010; 14 в 2002).
Національний склад:
- росіяни — 93%